# مشروع البيت الأبيض
يعتبر مشروع البيت الأبيض منظمة غير ربحية، والذي يعمل من أجل زيادة نسبة تمثيل المرأة في المؤسسات الأمريكية والتجارة والحكومة. تقوم برامجها الأساسية بالتركيز على القيادة النسائية والحملات التدريبية وتجسيد دور القيادة النسائية في وسائط الإعلام.
أسست ماري ويلسون مشروع البيت الأبيض في عام 1998، يقع مقره في مدينة نيويورك وله مكاتب إقليمية في كولور ادو، ومينيسوتا، وميشيغان وجورجيا. تعرضت المنظمة، في عام 2013 لمتاعب اقتصادية وتم إغلاقها.

## التصويت والسعي للسلطة
كان برنامج التصويت من أجل السعي للسلطة (VoteRunLead) مشروعًا للبيت الأبيض صُمِم خصيصًا لتضمين المرأة في العمليات السياسية كناخبات وناشطات ومرشحات من خلال التدريب والإلهام والتواصل الاجتماعي. هدف التدريب لتوضيح العملية السياسية وإلهام المرأة لتولي القيادة حيث تضمن التدريب التواصل الاجتماعي وجمع التبرعات والحملات الانتخابية. وحفز البيت الأبيض على مشاركة المرأة في العملية السياسية عن طريق برامج متعددة مثل تثقيف وإدراج الناخبين والمنتديات والأحداث الاجتماعية، وتدريب القيادة السياسية، وإصدار التقارير الموجزة، واجتماعات الترابط الشبكي، وعروض الأفلام.
عقد برنامج التصويت من أجل السعي للسلطة معسكرات تدريب متعددة لتثقيف المرأة بشأن مجالات القيادة المتعددة. كما شجعت مناظرات المعسكرات التدريبية المرأة على مناقشة ومناصرة القضايا، وقام أمن المعسكرات التدريبية بتدريس مواد مرتبطة بالأمن الوطني، وساعدت المعسكرات التدريبية لجمع التبرعات المرأة على إنشاء خطط مالية. كما حضّرت إستراتيجية المعسكرات التدريبية المرأة للتواصل مع الناخبين وللحصول على خطة ميدانية.

## مجلس الشركات
أسس مشروع مجلس الشركات للبيت الأبيض، في عام 2006، لمشاركة كبار نساء الأعمال مع قضايا السياسة الحكومية والمؤسسات الخيرية الخاصة، والأوساط الأكاديمية والتجارية، ولتسهيل مشاركة كبار نساء الأعمال في القطاعات العامة والخاصة. تضمن أعضاء المجلس شخصيات اعتبارية نسائية، ناشطة من أجل إحداث التغيير داخل شركاتهم، شغلوا أو وصلوا لمناصب السُلطة التنفيذية. كما تضمن أعضاء مجلس الشركات مصرف أمريكا، وباربي، وأفضل صفقة، وميرل لينش و مرجان استانلي، وشباك التذاكر إتش بي أو.

## جوائز تعزيز التصورات الثقافية
أنشأ مشروع البيت الأبيض جوائز تعزيز التصورات الثقافية لتكريم المبتكرين الذين قدموا القيادة النسائية للجمهور الأمريكي بصورة إيجابية. يجتمع أكثر من ربعمائة من أهم رجال الأعمال، في أبريل من كل عام،  وقادة المجال المدني والسياسي والترفيهي في مدينة نيويورك للاحتفال بإنجازاتهم في النهوض بالقيادة النسائية.

### تكريم فائزين 2011
استضاف مشروع البيت الأبيض، في السابع من أبريل، 2011،  التكريم السنوي التاسع لتعزيز التصورات الثقافية، وكرّم الحدث سبعة من الناشطين لأجل مشاركة القيادة النسائية في الثقافة الشعبية ووسائل الإعلام وهم: ماري ويلسون، وجابي ويلسون، ودون بوغمان، ودوغ ليمان، وجون اسكريبر، وبين هاوسر ودي ريس.

### تكريم فائزين 2010
وفي السابع من أبريل، 2010، استضاف مشروع البيت الأبيض تكريم تعزيز التصورات الثقافية السنوي بمبنى إياك بمدينة نيويورك. وهدفت هذه الأمسية للاحتفال وتكريم دور القيادة النسائية في وسائل الإعلام والثقافة الشعبية. وقُدِمت الجوائز لفيلم "نعم، سيدتي، وسيدي"، ولشيرل وودين، ولعلي ووديرد.

### تكريم فائزين 2009
عُقِد تكريم تعزيز التصورات الثقافية السنوي، في الثلاثين من مارس، 2009، بالمقر الرئيسي للأمم المتحدة بمدينة نيويورك، وكان من بين ضيوف التحكيم سوليدد برين، ومذيع قناة سي إن إن، ومراسل خاص. قُدِمت الجوائز لرئيس القضاة جوديث كاي، وماريا تريزا بيتيرسن، وروساريو داوسون، ولحملة شبكة مدى الحياة التي تدعى كل امرأة تعد.

### تكريم فائزين 2008
احتفل مشروع تكريم تعزيز التصورات الثقافية، في السابع عشر من أبريل، 2008،  بالذكرى السنوية العاشرة بمشروع البيت الأبيض. حيث تم تكريم مجموعة مكونة من عشر سيدات وهن: باربارا بريدجيز، وآني ديلاني، ووباربارا دوبكين، وجولي جيلبرت، ووميلودي هوبسن، وهيلين لاكيلي هانت، وسواني هانت، وديبورا سلارن لاركن، وليندا ريفلار، وكريستين ويلسون.

### تكريم فائزين 2007
كان فائزين عام 2007 هم جين كينج وشيلا نيفينز وباربارا كوبل وسيسيليا بيك و كيكي بالمر ونانسي هالت جانيز، وقُدِمت الجوائز لمغيرين الثقافة الذين ساهموا في تقديم صور للقيادة النسائية للجمهور العالمي في عام 2007 وهم؛ أبيجايل ديزني، و ليما جبووي، وجيني ريتيكار ومارجان ساترابي وكاثلين كينيدي ومجلة جلامور.

### تكريم فائزين 2006
تضمن متكرمون عام 2006 الممثلة جينا ديفيز، ورود لوري، وشركات الإنتاج المشاركة، وثلاثة من القادة المشتركين وهم كارولين بوكلوس لإرنست ويونج، وجون هيفرنان هيسن شركة جونسون آند جونسون وديبورا علام ل جنرال إليكتريك.

### تكريم فائزين 2005
تضمن متكرمون عام 2005 مجلة هيرست لمقالاتهم الانتخابية لعام 2004 وهم شيسهوم 72، الغير مباع وغير مرؤس، فائز الأوسكار وُلِد في ماخور، والجناح الغربي للتلفاز.

### تكريم فائزين 2003
تضمن متكرمون عام 2003 الكثير من المناطق المختلفة للثقافة الشعبية والتي جعلت من القيادة النسائية أمرًا عاديًا مثل أفلام بيند إت لايك بيكهام، و بلو فينيل، وفريدا، وفيلم ذاباورباف جيرلرز، و رابيت بروف فينس، و ريل وومان هاف كيرفز، و ليجالي بلوند الجزء الثاني، وفيلم أحمر، أبيض وأشقر، وفيلم ويل رايدر، وإعلانات من ماستركاردز الدولية، والمجموعة العالمية ماككان إريكسون، والشركة المسجلة العالمية رييبوك. بالإضافة لبعض الأعمال مثل بيرلين كاميرون ريد سيل، وجيرلز سكوتس ومجموعة كابلن ثالر، والمسلسل التلفزيوني بافي ذا فامبير سلاير، وتشارمز فور ذا إيزي لايف و دامجيد كير وهومليس تو هارفيرد، وذا ديفيجن. كما تم تكريم جولي فودي مدربة فريق كرة القدم النسائي الأمريكي في الحفلة بجائزة.

### تكريم فائزين 2002
قام التكريم السنوي لتعزيز التصورات الثقافية في سنته الافتتاحية بتكريم الذين قدموا القيادة النسائية في الأماكن الثقافية الشعبية بصورة إيجابية وهم الدكتور ريني بوسينت، وكاميل كوسبي، وجيرالدن لايبورن، وتيد نيلسون، وإعلان مولين، ووالتر أندرسون، وجينيفر لويس، وتامي آدر. كذلك تم تكريم فال آكيرمان لعرضه الرياضيين الإناث كأصحاب أدوار مثابرة وقوية وفعالة.